# Alonso Pérez de Guzmán (m. 1365)
Alonso Pérez de Guzmán (Sevilla, 30 de octubre de 1339 - Orihuela, 30 de mayo de 1365), III señor de Sanlúcar, noble castellano perteneciente a la casa de Medina Sidonia, hijo de Juan Alonso Pérez de Guzmán y Coronel y de su segunda mujer Urraca Osorio. Casó con su prima segunda Leonor Enríquez y Ponce de León, hija de Enrique Enríquez el Mozo y de Urraca Ponce de León. Muerto sin descendencia le sucedió su hermano Juan Alonso Pérez de Guzmán y Osorio, IV señor de Sanlúcar y I conde de Niebla.
| Predecesor: Juan Alonso Pérez de Guzmán y Coronel | Señorío de Sanlúcar 1351-1365 | Sucesor: Juan Alonso Pérez de Guzmán y Osorio |

- Datos: Q8196280